# Hansen (Mondkrater)
Hansen ist ein Einschlagkrater am äußersten östlichen Rand der Mondvorderseite, östlich des Mare Crisium und nordöstlich des Kraters Condorcet.
Der Krater ist wenig erodiert und weist ausgeprägte Terrassierungen und einen Zentralberg auf.
| Buchstabe | Position           | Durchmesser | Link |
| --------- | ------------------ | ----------- | ---- |
| A         | 13,36° N, 74,64° O | 13 km       |      |
| B         | 14,39° N, 79,46° O | 80 km       |      |

Der Krater wurde 1935 von der IAU nach dem deutschen Astronomen Peter Andreas Hansen offiziell benannt.